# Pinehurst (contea di Montgomery, Texas)
Pinehurst è un census-designated place (CDP) degli Stati Uniti d'America della contea di Montgomery nello Stato del Texas. La popolazione era di 4.624 abitanti al censimento del 2010.

## Geografia fisica
Pinehurst è situata a 30°10′43″N 95°41′47″W (30.178614, -95.696303).
Secondo lo United States Census Bureau, il CDP ha una superficie totale di 20,56 km², dei quali 20,49 km² di territorio e 0,08 km² di acque interne (0,37% del totale).

## Società

### Evoluzione demografica
Secondo il censimento del 2010, la popolazione era di 4.624 abitanti.

### Etnie e minoranze straniere
Secondo il censimento del 2010, la composizione etnica della popolazione del CDP era: 81,53% bianchi, 1,41% afroamericani, 1,49% nativi americani, 0,19% asiatici, 0,02% oceanici, 12,93% di altre razze, e 2,42% di due o più etnie. Ispanici o latinos di qualunque razza erano il 29,84% della popolazione.